# 长萼石笔木
长萼石笔木（学名：Tutcheria wuana）为山茶科石笔木属下的一个种。

## 扩展阅读
- 維基物種上的相關：长萼石笔木